# カール・アントン・リッケンバッハー
カール・アントン・リッケンバッハー（Karl Anton Rickenbacher, 1940年5月20日 - 2014年2月28日）は、スイス出身の指揮者。「カール・アントン・リッケンバッヒャー」と表記されることもある。

## 経歴
1940年バーゼル生まれ。ベルリン音楽院でヘルベルト・アーレンドルフに師事し、ヘルベルト・フォン・カラヤンやピエール・ブーレーズのマスタークラスにも参加した。
1966年からチューリッヒ歌劇場の補助指揮者としてキャリアを始め、1969年からフライブルクのベーメン歌劇場の第一カペルマイスターとして転任した。1976年にはヴェストファーレン交響楽団の音楽監督に転出して1985年までその任にあった。1978年から1980年までBBCスコティッシュ交響楽団の首席指揮者を務め、1987年にはベルギーのBRTフィルハーモニー管弦楽団の首席客演指揮者に任命されている。その後はフリーで活躍した。珍しいドイツ物のレパートリーを掘り起こすことに定評がある。
モントルーにてグスタフ・マーラーの《葬列》の研究中に心臓発作を起こして急逝した。